# 코스모화학
코스모화학(Cosmo Chemical Co. Ltd.)은 대한민국의 화학기업이다. 본사는 울산광역시 울주군 온산읍 원봉로 55에 위치해 있으며 대표이사는 안성덕이다.
한편, 당초 통일그룹 계열사였으나 1998년 말 부도처리됐고 2003년 코스모컨소시엄에 인수되어  현재 상호명으로 변경됐다.

## 같이 보기
- 이산화티타늄

## 참고문헌
1. ↑  박준동 (2000년 4월 14일). “[화제주] '한국티타늄'..구조조정 진행/남북경협수혜 강세”. 한국경제. 2024년 8월 29일에 확인함.
2. ↑  문형민 (2003년 3월 7일). “[공시]한국티타늄 854.5억에 M&A계약”. 머니투데이. 2024년 8월 29일에 확인함.